# Mitsunari Musaka
Mitsunari Musaka (六平 光成 Musaka Mitsunari?, Tokio, 16 de enero de 1991) es un exfutbolista japonés que jugaba como centrocampista.

## Trayectoria

### Clubes
| Club                | País  | Año       |
| ------------------- | ----- | --------- |
| Shimizu S-Pulse     | Japón | 2013-2020 |
| Giravanz Kitakyushu | Japón | 2021-2022 |